# Léonie La Fontaine
Léonie La Fontaine (Bruselas, 2 de octubre de 1857 - 26 de enero de 1949) fue una pionera feminista y pacifista belga. Activista en la lucha feminista internacional, miembro de la Liga Belga por los Derechos de la Mujer, el Consejo Nacional Belga de Mujeres y la Liga Internacional de Mujeres Belgas por la Paz y la Libertad. Su hermano era Henri La Fontaine, abogado internacional belga y presidente de la Oficina Internacional de la Paz que recibió el Premio Nobel de la Paz en 1913, y también fue uno de los primeros defensores de los derechos de la mujer y el sufragio, fundando en 1890 la Liga Belga por los Derechos de la Mujer.
La Fontaine estuvo vinculada al proyecto Mundaneum, iniciado por Paul Otlet y su hermano Henri La Fontaine, y a la noción de documentación. Así inició la Office central de documentation féminine en 1909, y creó en su propia casa una biblioteca para la Liga Belga por los Derechos de la Mujer para ayudar a las mujeres en sus elecciones profesionales. Murió el 26 de enero de 1949, año en que entró en vigor la ley que permitía el voto de las mujeres.

## Trayectoria
Léonie y Henri La Fontaine recibieron una educación bastante progresista por parte de su madre Louise Philips, que era una mujer muy culta. 
Marie Popelin (1846–1913) fue la primera mujer en Bélgica que completó sus estudios como doctora en Derecho en 1888, en la Universidad Libre de Bruselas. Mary Popelin solicitó la admisión en el colegio de abogados, lo que le permitiría defender casos en los tribunales de Bruselas. Esto fue denegado, aunque ninguna ley o reglamento impedía explícitamente la admisión de mujeres en el colegio de abogados. Sus reclamaciones ante los tribunales no tuvieron éxito, pero fueron ampliamente difundidas en la prensa belga y extranjera. El "asunto Popelin" (en francés: L'Affaire Popelin) fue un detonante de la lucha feminista en Bélgica, y reunió a defensores de la educación femenina y los derechos de las mujeres como Léonie La Fontaine, Henri La Fontaine, Hector Denis, Isala Van Diest, Louis Franck y Marie Popelin. El resultado fue la fundación, en 1892, de la Liga Belga por los Derechos de la Mujer.
En 1892, La Fontaine se unió a la Liga Belga por los Derechos de la Mujer, como tesorera y responsable de la caridad. A partir del año 1893, Léonie La Fontaine participó en la producción de entradas al Repertorio Bibliográfico Universal Paul Otlet y Henri La Fontaine. 
En 1895, se unió a la Unión Internacional de Mujeres por la Paz, comprometiéndose en el pacifismo. En 1924, creó la sección belga de la Liga Internacional de Mujeres por la Paz y la Libertad.

## Reconocimientos
La Universidad de Mujeres (Université des Femmes), asociación francesa para la promoción de los estudios de género en Bélgica, llamó a su biblioteca Bibliothèque Léonie La Fontaine.